# Касимцев Олександр Серафимович
Олександр Серафимович Касимцев (рос. Александр Серафимович Касимцев; нар. 27 травня 1949, Москва, СРСР) — радянський футболіст, півзахисник та захисник.

## Життєпис
Вихованець СК «Підшипник» (Москва).
За свою кар'єру виступав у радянських командах «Підшипник» (Москва), «Динамо» (Вологда), «Торпедо» (Володимир), «Спартак» (Москва), «Зірка» (Перм), «Колос» (Нікополь), «Зеніт» (Іжевськ), «Сатурн» (Рибінськ) і ДСК (Москва).
В кінці кар'єри був граючим тренером команд «Підшипник» (Москва) і ДСК (Москва).